# Jim Neidhart
James Henry Neidhart (8. února 1955 – 13. srpna 2018) byl americký profesionální wrestler, známý svým vystupováním ve společnosti World Wrestling Federation.
Před zahájením zápasnické kariéry hrál závodně americký fotbal za Dallas Cowboys a Oakland Raiders.
Ve společnosti WWF vystupoval pod přezdívkou Jim „The Anvil“ Neidhart, kde pracoval se svým skutečným švagrem Bretem Hartem. Tituly získal také v organizacích Stampede Wrestling, Championship Wrestling from Florida, Mid-South Wrestling, Memphis Championship Wrestling a Mid-Eastern Wrestling Federation.

## Osobní život
Patřil do významné wrestlingové rodiny Hartových. Jeho dcera Natalya se také profesionální wrestlerkou.
V září 2010 byl zatčen a obviněn ze dvou případů držení nezákonných látek za účelem distribuce, dvou případů obchodování s nelegálními drogami, jednoho případu vloupání do neobydleného bytu a jednoho případu krádeže a odcizení majetku v hodnotě od 300 do 5 000 dolarů.
V březnu 2012 byl odsouzen k pěti měsícům vězení. Během výkonu trestu byl zatčen a zadržen za pohrdání soudem. Absolvoval dvě odvykací kúry, které platila WWE.

## Smrt
Podle zdrojů měl dne 13. srpna 2018 problémy se spánkem a následně vstal z postele, aby nastavil termostat. Šel a následně spadl na zeď a na podlahu. Jeho manželka okamžitě zavolala lékaře. Na tváři měl čtyřcentimetrovou tržnou ránu.
Zemřel na místě ve věku 63 let. Lékaři se domnívali, že mohl mít Alzheimerovu chorobu. Jeho památku uctila i společnost WWE.

## Ocenění a úspěchy
- Championship Wrestling from Florida
  - NWA Southern Heavyweight Championship (1x)
  - NWA United States Tag Team Championship (1x)
- Canadian Pro-Wrestling Hall of Fame
  - (2022)
- Legends Pro Wrestling
  - Hall of Fame (2011)
- Memphis Championship Wrestling
  - MCW Southern Tag Team Championship (1x)
- Memphis Wrestling Hall of Fame
  - (2022)
- Mid-Eastern Wrestling Federation
  - MEWF Heavyweight Championship (1x)
- Mid-South Wrestling
  - Mid-South Tag Team Championship (1x)
- New England Pro Wrestling Hall of Fame
  - (2014)
- Professional Wrestling Federation
  - PWF Heavyweight Championship (1x)
- Pro Wrestling Illustrated
  - Ranked No. 61 of the top 500 singles wrestlers in the PWI 500 in 1994
  - Ranked No. 189 of the top 500 singles wrestlers of the PWI Years in 2003
  - Ranked No. 37 of the top 100 tag teams of the PWI Years with Bret Hart in 2003
- Pro Wrestling Ohio
  - PWO Tag Team Championship (1x)
- Stampede Wrestling
  - Stampede International Tag Team Championship (2x)
  - Stampede Wrestling Hall of Fame (1995)
- Top Rope Championship Wrestling
  - TRCW International Heavyweight Championship (1x)
- Universal Wrestling Alliance
  - UWA Heavyweight Championship (1x)
- World Wrestling Federation/WWE
  - WWF Tag Team Championship (2x) – s Bretem Hartem
  - WWE Hall of Fame (2019)
- Wrestling Observer Newsletter
  - Feud of the Year (1997) with The Hart Foundation vs. Stone Cold Steve Austin
- Canadian Wrestling Hall of Fame
  - Individually
  - s the Hart family